# Яэгаси, Акира
Акира Яэгаси (род. 25 февраля 1983, Китаками) — японский боксёр-профессионал минимальной, наилегчайшей, первой и второй наилегчайшей весовых категорий.
Чемпион мира по версии WBA в минимальном весе (2011—2012), чемпион мира по версии WBC и The Ring в наилегчайшем весе (2013—2014), IBF в первом наилегчайшем весе (2015—2017).

## Профессиональная карьера
Яэгаси завершил любительскую карьеру с показателем 56-14, выиграв вузовский турнир и национальный спортивный фестиваль Японии. В профессиональном боксе дебютировал в марте 2005 года в Иокогаме. В пятом бою выиграл титул OPBF в минимальном весе и защитил его один раз.
Уже в седьмом бою получил шанс сразиться за титул WBC в минимальном весе, но проиграл по очкам. Со второго раунда бился со сломанным височно-нижнечелюстным суставом в результате столкновения головами.
Вернулся на ринг после почти годового перерыва, но в июле 2008 года вновь проиграл решением, на этот раз в полуфинале традиционного японского турнира «Сильнейший в Кораку-эн». В июне 2009 года выиграл титул чемпиона Японии в минимальном весе и защитил его три раза.
Со второй попытки сумел завоевать титул чемпиона мира в минимальном весе в очень упорном бою с Помсаваном Порпрамуком. Бой получил несколько призов, в том числе «Бой года» от ESPN и BoxingScene.com, а также «Самый драматичный бой 2011 года» от WBA.
20 июня 2012 года встретился в первом в истории объединительном титульном бою двух японских боксёров с Кадзуто Иокой в Осаке и проиграл свой титул единогласным решением. После боя, отвечая на вопрос по поводу того, мог ли результат быть другим, если бы не образовавшиеся гематомы на глазах, сказал: «Мы не должны об этом думать. В боксе нет сослагательного наклонения». После боя Иока перешёл в следующую весовую категорию. Команда Яэгаси высказала надежду на то, что с Иокой вновь удастся встретиться в другой весовой категории в новом объединительном бою.
8 апреля 2013 года Яэгаси выиграл титул чемпиона мира во второй весовой категории и провёл одну успешную защиту.
5 сентября 2014 года проиграл Роману Гонсалесу из Никарагуа, и утратил титул чемпиона мира по версии WBC в наилегчайшем весе.
29 декабря 2015 года Яэгаси выиграл титул чемпиона мира в первой наилегчайшей весовой категории по версии IBF победив Хавьера Мендосу.

## Таблица боёв
В таблице перечислены результаты всех поединков боксёров.
В каждой строке указан результат поединка. Дополнительно номер поединка обозначен цветом, который обозначает итог поединка. Расшифровка обозначений и цветов представлена в нижеследующей таблице.
| Пример | Расшифровка                     |
| ------ | ------------------------------- |
|        | Победа                          |
|        | Ничья                           |
|        | Поражение                       |
|        | Планируемый поединок            |
|        | Поединок признан несостоявшимся |
| КО     | Нокаут                          |
| ТКО    | Технический нокаут              |
| PTS    | Решение судей (по очкам)        |
| UD     | Единогласное решение судей      |
| MD     | Решение большинства судей       |
| SD     | Раздельное решение судей        |
| RTD    | Отказ от продолжения боя        |
| DQ     | Дисквалификация                 |
| NC     | Поединок признан несостоявшимся |

| Результат | Соперник                   | Показатели соперника | Тип | Раунд, Время  | Дата             | Место боя        | Комментарии                                                                            |
| --------- | -------------------------- | -------------------- | --- | ------------- | ---------------- | ---------------- | -------------------------------------------------------------------------------------- |
| 28-7      | Морути Мталане             | 38-2                 | TKO | 9 (12), 2:54  | 23 декабря 2019  | Иокогама, Япония |                                                                                        |
| 28-6      | Сахапхап Буноп             | 4-2                  | TKO | 2 (10), 2:25  | 8 апреля 2019    | Токио, Япония    |                                                                                        |
| 27-6      | Хирофуми Мукаи             | 16-5-3               | TKO | 7 (10), 2:55  | 17 августа 2018  | Токио, Япония    |                                                                                        |
| 26-6      | Франс Дамур Палуэ          | 15-19-2              | TKO | 2 (10), 2:24  | 26 марта 2018    | Токио, Япония    |                                                                                        |
| 25-6      | Милан Мелиндо              | 35-2                 | TKO | 1 (12), 2:45  | 21 мая 2017      | Токио, Япония    | Утратил титул IBF в первом наилегчайшем весе.                                          |
| 25-5      | Виттавас Басапин           | 31-5                 | TKO | 12 (12), 2:13 | 30 декабря 2016  | Токио, Япония    | Защитил титул IBF в первом наилегчайшем весе.                                          |
| 24-5      | Мартин Текуапетла          | 13-6-3               | SD  | 12            | 8 мая 2016       | Токио, Япония    | Защитил титул IBF в первом наилегчайшем весе.                                          |
| 23-5      | Хавьер Мендоса             | 24-2-1               | UD  | 12            | 29 декабря 2015  | Токио, Япония    | Завоевал титул IBF в первом наилегчайшем весе.                                         |
| 22-5      | Саид М Саид                | 2-2                  | KO  | 3 (10), 1:10  | 20 августа 2015  | Токио, Япония    |                                                                                        |
| 21-5      | Сонгсинглек Фосуванжим     | 1-11                 | TKO | 2 (8), 2:05   | 1 мая 2015       | Токио, Япония    | 10-8, 10-8, 10-8.                                                                      |
| 20-5      | Педро Гевара               | 23-1-1               | KO  | 7 (12), 2:45  | 30 декабря 2014  | Токио, Япония    | Бой за вакантный титул WBC в первом наилегчайшем весе.                                 |
| 20-4      | Роман Гонсалес             | 39-0                 | TKO | 9 (12), 2:24  | 5 сентября 2014  | Токио, Япония    | Потерял титулы WBC и The Ring в наилегчайшем весе.                                     |
| 20-3      | Одилон Салета              | 15-3                 | KO  | 9 (12), 2:14  | 6 апреля 2014    | Токио, Япония    | Защитил титулы WBC и The Ring в наилегчайшем весе.                                     |
| 19-3      | Эдгар Соса                 | 49-7                 | UD  | 12            | 6 декабря 2013   | Токио, Япония    | 116-112, 117-111, 117-111. Защитил титулы WBC и The Ring в наилегчайшем весе.          |
| 18-3      | Оскар Бланкет              | 32-5-1               | UD  | 12            | 12 августа 2013  | Токио, Япония    | 116-110, 115-111, 116-110. Защитил титулы WBC и The Ring в наилегчайшем весе.          |
| 17-3      | Тосиюки Игараси            | 17-1-1               | UD  | 12            | 8 апреля 2013    | Токио, Япония    | 115-110, 116-109, 117-108. Выиграл титулы WBC и The Ring в наилегчайшем весе.          |
| 16-3      | Саенмуанглей Кокьетджим    | 15-4-3               | KO  | 9 (10), 2:52  | 5 января 2013    | Токио, Япония    |                                                                                        |
| 15-3      | Кадзуто Иока               | 9-0                  | UD  | 12            | 20 июня 2012     | Осака, Япония    | 114-115, 113-115, 113-115. Потерял титул WBA, не выиграл титул WBC в минимальном весе. |
| 15-2      | Порнсаван Порпрамук        | 23-3-1               | TKO | 10 (12), 2:38 | 24 октября 2011  | Токио, Япония    | Выиграл титул WBA в минимальном весе (первый титул чемпиона мира в карьере Яэгаси).    |
| 14-2      | Норихито Танака            | 13-3                 | UD  | 10            | 2 апреля 2011    | Токио, Япония    | 100-91, 99-91, 99-92. Защитил титул чемпиона Японии в минимальном весе.                |
| 13-2      | Косукэ Такэити             | 10-1-1               | UD  | 10            | 1 мая 2010       | Токио, Япония    | 97-94, 96-94, 95-94. Защитил титул чемпиона Японии в минимальном весе.                 |
| 12-2      | Дзюнъитиро Канэда          | 19-3-1               | UD  | 10            | 5 сентября 2009  | Токио, Япония    | 99-91, 98-92, 98-92. Защитил титул чемпиона Японии в минимальном весе.                 |
| 11-2      | Кэнъити Хорикава           | 17-6-1               | UD  | 10            | 21 июня 2009     | Осака, Япония    | 97-94, 97-95, 96-95. Выиграл вакантный титул чемпиона Японии в минимальном весе.       |
| 10-2      | Срисакет Сор Рунгвисай     | Дебют                | TKO | 3 (8), 2:11   | 17 марта 2009    | Токио, Япония    |                                                                                        |
| 9-2       | Такуми Суда                | 8-3-2                | UD  | 8             | 18 октября 2008  | Токио, Япония    | 79-74, 79-74, 78-76.                                                                   |
| 8-2       | Тхонгтхайлек Сор Танапиньо | 7-9                  | TKO | 2 (8), 2:35   | 15 сентября 2008 | Иокогама, Япония |                                                                                        |
| 7-2       | Масататэ Цудзи             | 10-1-2               | MD  | 6             | 1 июля 2008      | Токио, Япония    | 57-58, 57-58, 58-58.                                                                   |
| 7-1       | Ясухиро Хисада             | 7-6-2                | UD  | 10            | 30 апреля 2008   | Токио, Япония    | 98-93, 98-93, 98-94.                                                                   |
| 6-1       | Ден Джанлафан              | 17-1                 | UD  | 12            | 4 июня 2007      | Иокогама, Япония | 107-119, 107-119, 108-118. Бой за титул WBC в минимальном весе.                        |
| 6-0       | Льемпетч Сор Вирапол       | 4-1                  | KO  | 1 (12), 2:55  | 18 сентября 2006 | Иокогама, Япония | Защитил титул OPBF в минимальном весе.                                                 |
| 5-0       | Вирасак Чуватана           | 4-8                  | KO  | 5 (12), 2:19  | 3 апреля 2006    | Иокогама, Япония | Выиграл титул OPBF в минимальном весе.                                                 |
| 4-0       | Элмер Геджон               | 13-8-1               | UD  | 10            | 5 декабря 2005   | Иокогама, Япония | 99-93, 98-94, 97-96.                                                                   |
| 3-0       | Данчхай Ситхсайтхонг       | 0-5                  | KO  | 2 (8), 1:38   | 23 августа 2005  | Токио, Япония    |                                                                                        |
| 2-0       | Пунсават Эасампан          | Дебют                | KO  | 1 (8), 2:50   | 18 мая 2005      | Токио, Япония    |                                                                                        |
| 1-0       | Томоёси Накаяма            | 8-8-1                | KO  | 1 (6), 1:20   | 26 марта 2005    | Иокогама, Япония |                                                                                        |